# Pirata montigena
Pirata montigena là một loài nhện trong họ Lycosidae.
Loài này thuộc chi Pirata. Pirata montigena được Liu miêu tả năm 1987.